# Iglesia Libre de Reikiavik
La Iglesia Libre de Reikiavik (en islandés, Fríkirkjan í Reykjavík) es una congregación luterana independiente del Estado, fundada en Reikiavik, la capital de Islandia, en el otoño de 1899. Su sede está en la zona antigua de la ciudad.

## Ubicación
Se encuentra en la zona antigua de la ciudad, junto a la Galería Nacional de Islandia, en el distrito de Miðborg. Está a su vez a orillas del lago Tjörnin, uno de los sitios emblemáticos de la ciudad.

## Historia

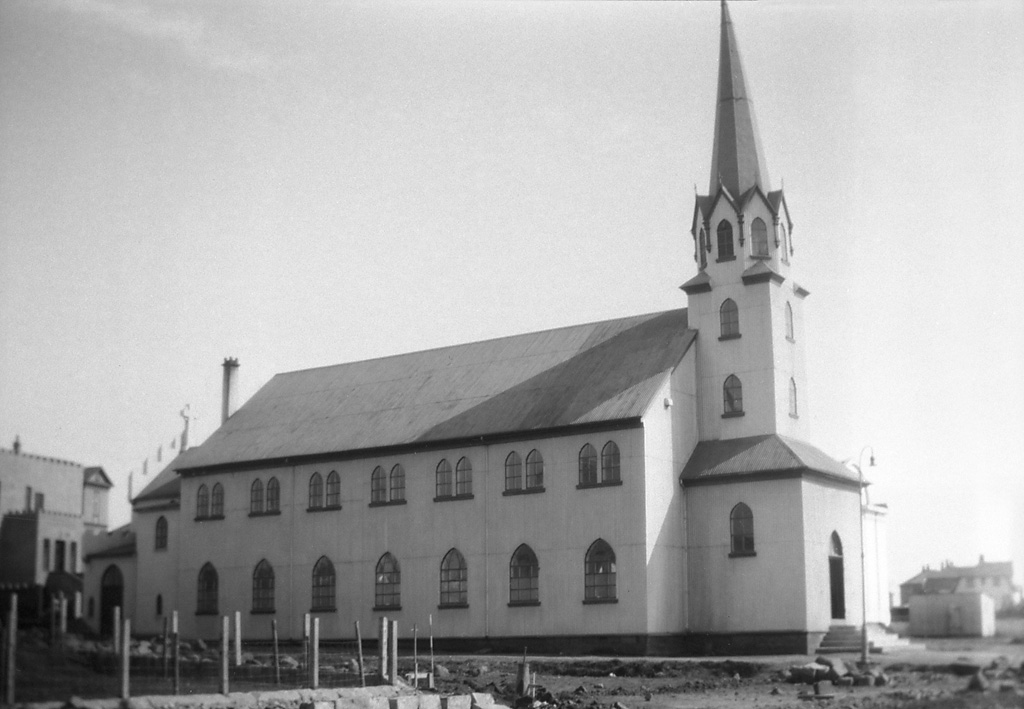
La iglesia en 1930.

Comenzó con una comunidad de 600 feligreses, que pronto creció. La Iglesia no nació por disputas doctrinales con la Iglesia luterana nacional, sino por objeciones a algunos aspectos de las organizaciones nacionales. 
Siguió el ejemplo de algunas Iglesias en Noruega y de algunas comunidades de islandeses en Norteamérica, que deseaban acercar la institución a las personas. El edificio se consagró el 22 de febrero de 1903. Se agrandó en 1905 y en 1924.